# اسنتنل (اکلاهما)
اسنتنل(به انگلیسی: Sentinel) شهری در ایالت اکلاهما کشور ایالات متحده آمریکا است که جمعیت آن در سرشماری سال ۲۰۱۰ میلادی، ۹۰۱ نفر بوده‌است.